# Bothrops asper
Bothrops asper is een giftige slang uit de familie adders (Viperidae) en de onderfamilie groefkopadders (Crotalinae).

## Naam en indeling
De wetenschappelijke naam van de soort werd voor het eerst voorgesteld door Samuel Garman in 1884. Oorspronkelijk werd de wetenschappelijke naam Trigonocephalus asper gebruikt.

## Verspreidingsgebied
Bothrops asper komt voor in delen van Midden-Amerika, het noorden van Zuid-Amerika en leeft in de landen Belize, Colombia, Costa Rica, Ecuador, Guatemala, Honduras, Mexico, Nicaragua, Panama en Venezuela.
Vanwege het algemene voorkomen is de adder verantwoordelijk voor de meeste dodelijke menselijke slachtoffers van slangenbeten in het verspreidingsgebied.

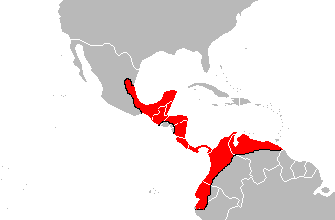
Verspreidingsgebied van Bothrops asper in het rood.